# 2024年のNBAドラフト
2024年のNBAドラフトは、2024年6月26日と27日（現地時間）にニューヨーク市ブルックリン区にあるバークレイズ・センターにおいて開催されたNBAのドラフトであり、ESPN、ABC（1巡目のみ）によって放送された。1989年にドラフト指名が2巡目指名までに短縮されて以降初めて、2日間に渡って開催された。フィラデルフィア・76ersとフェニックス・サンズがタンパリングを行ったペナルティとして2巡目指名権を剥奪されており、3年連続で規定の60人より2人少ない58人の指名となる。

## ドラフト指名

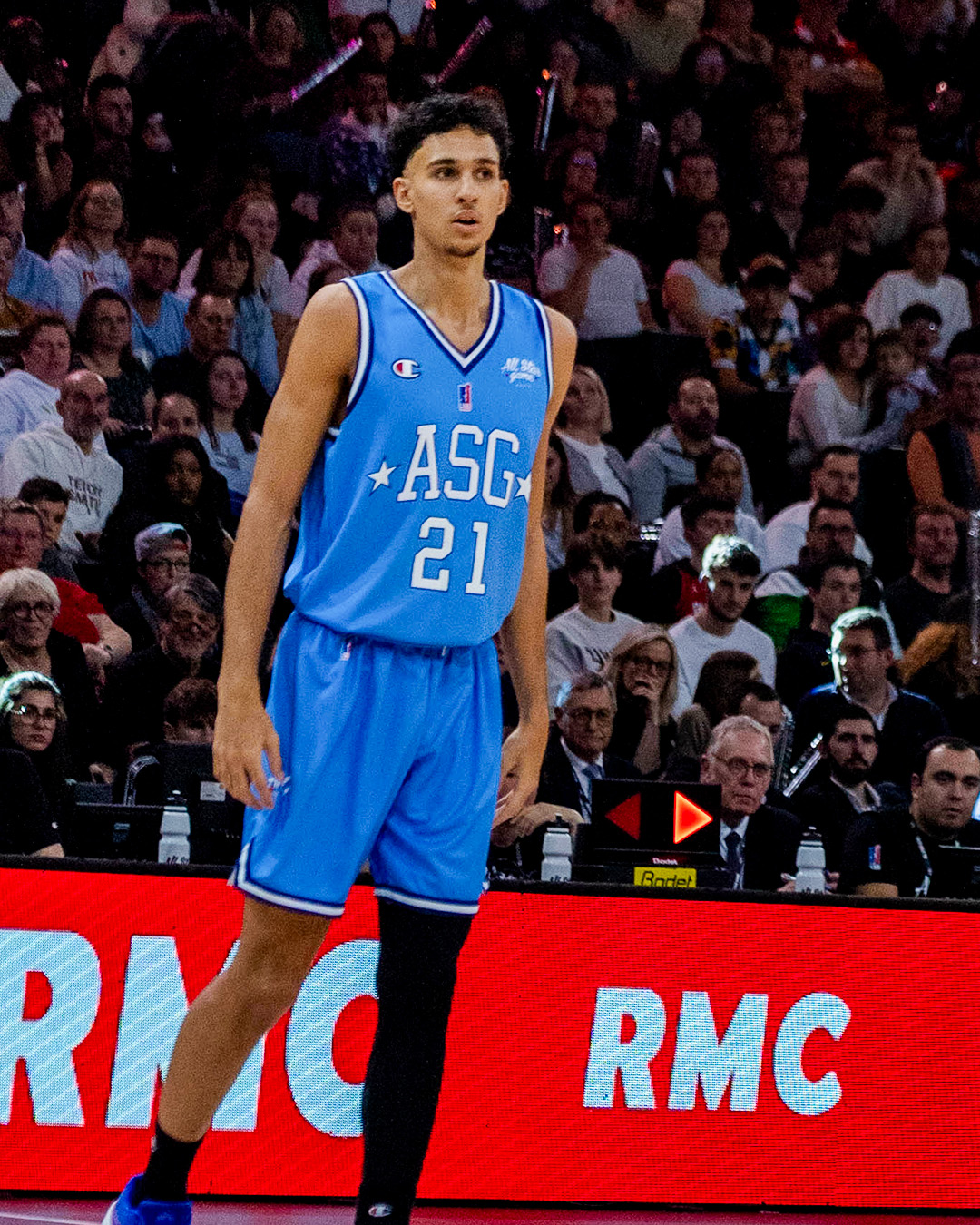
ザカリー・リザシェイは全体1位でアトランタ・ホークスに指名された

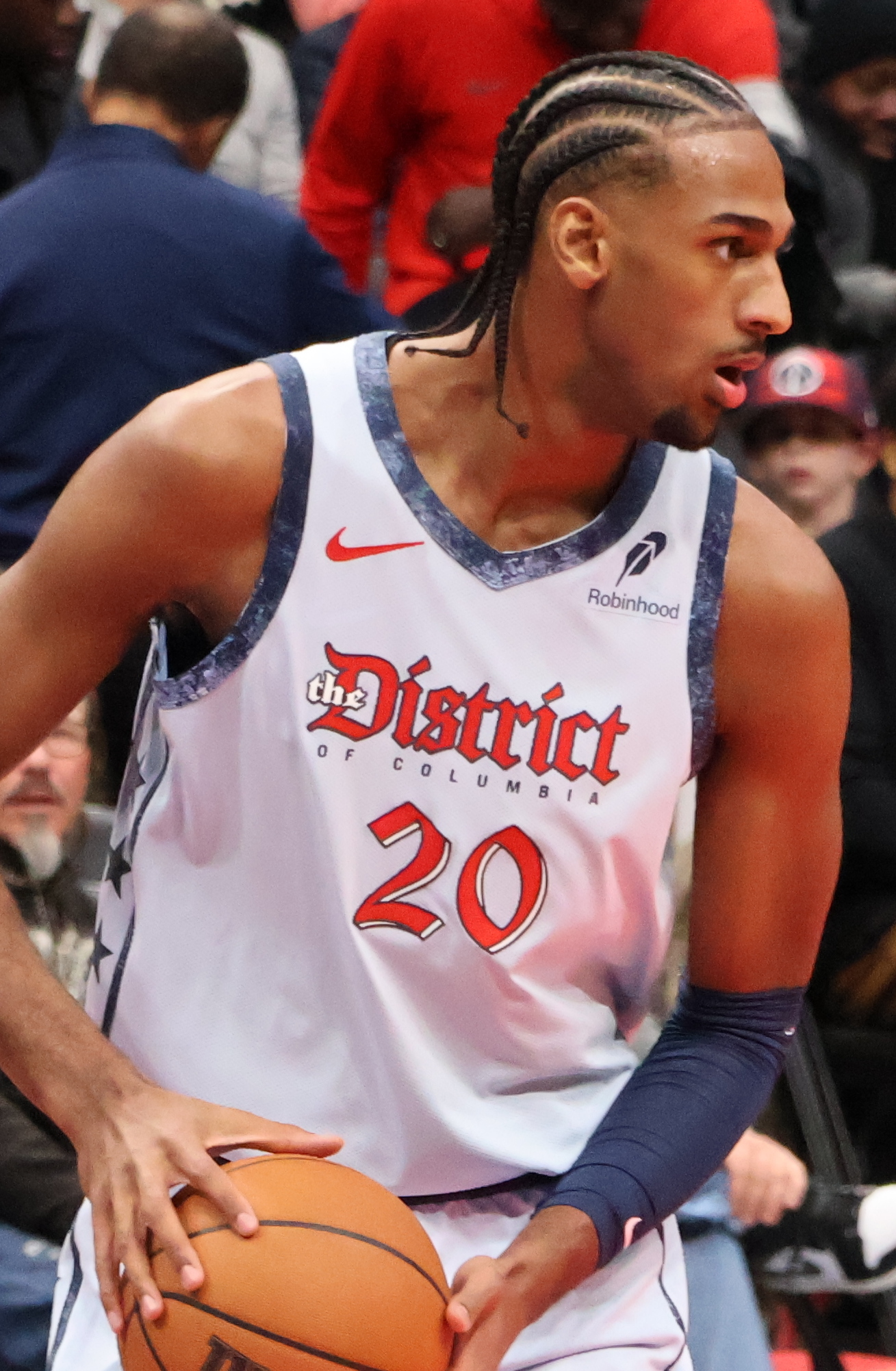
アレックス・サーは全体2位でワシントン・ウィザーズに指名された

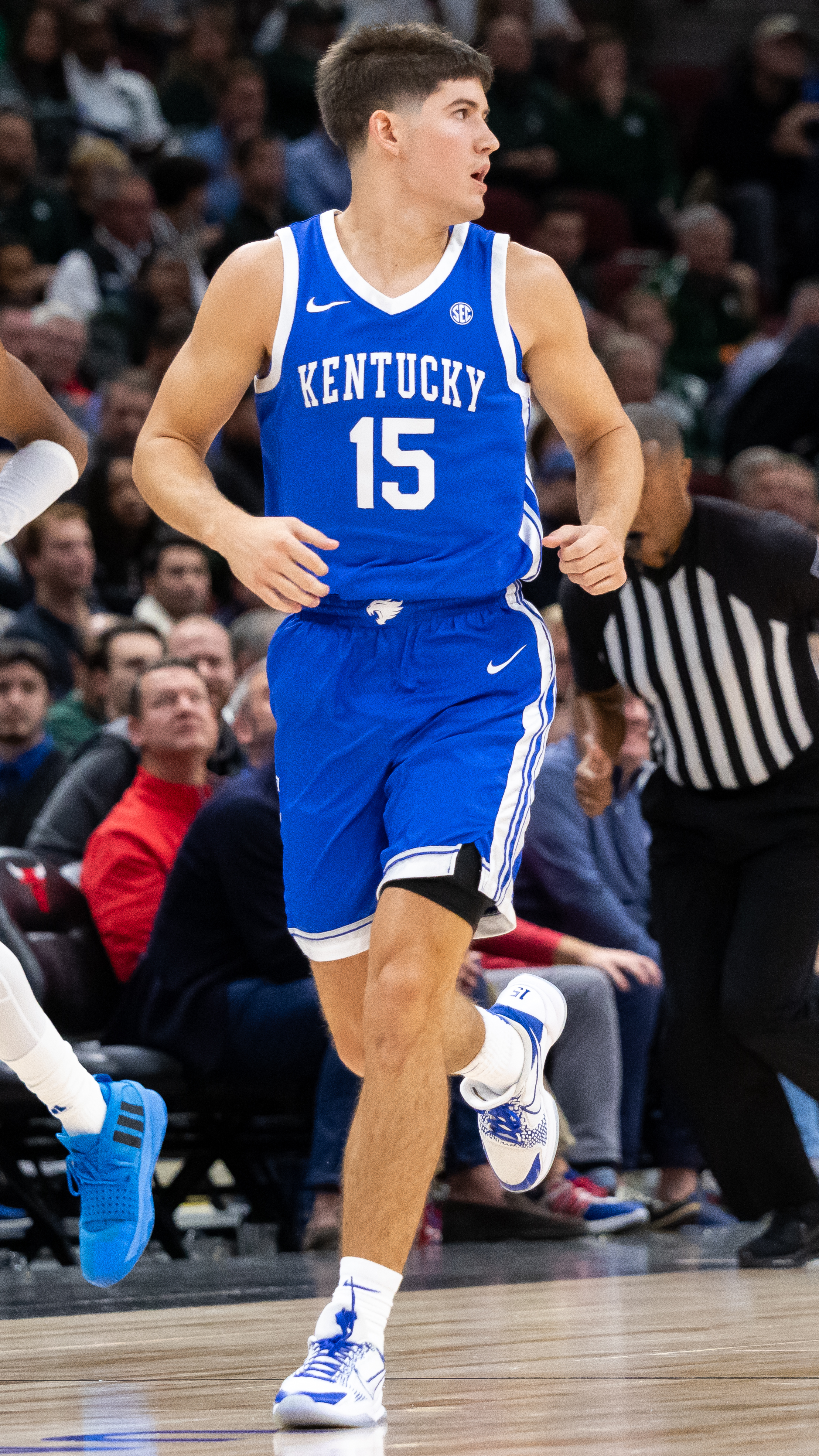
リード・シェパードは全体3位でヒューストン・ロケッツに指名された

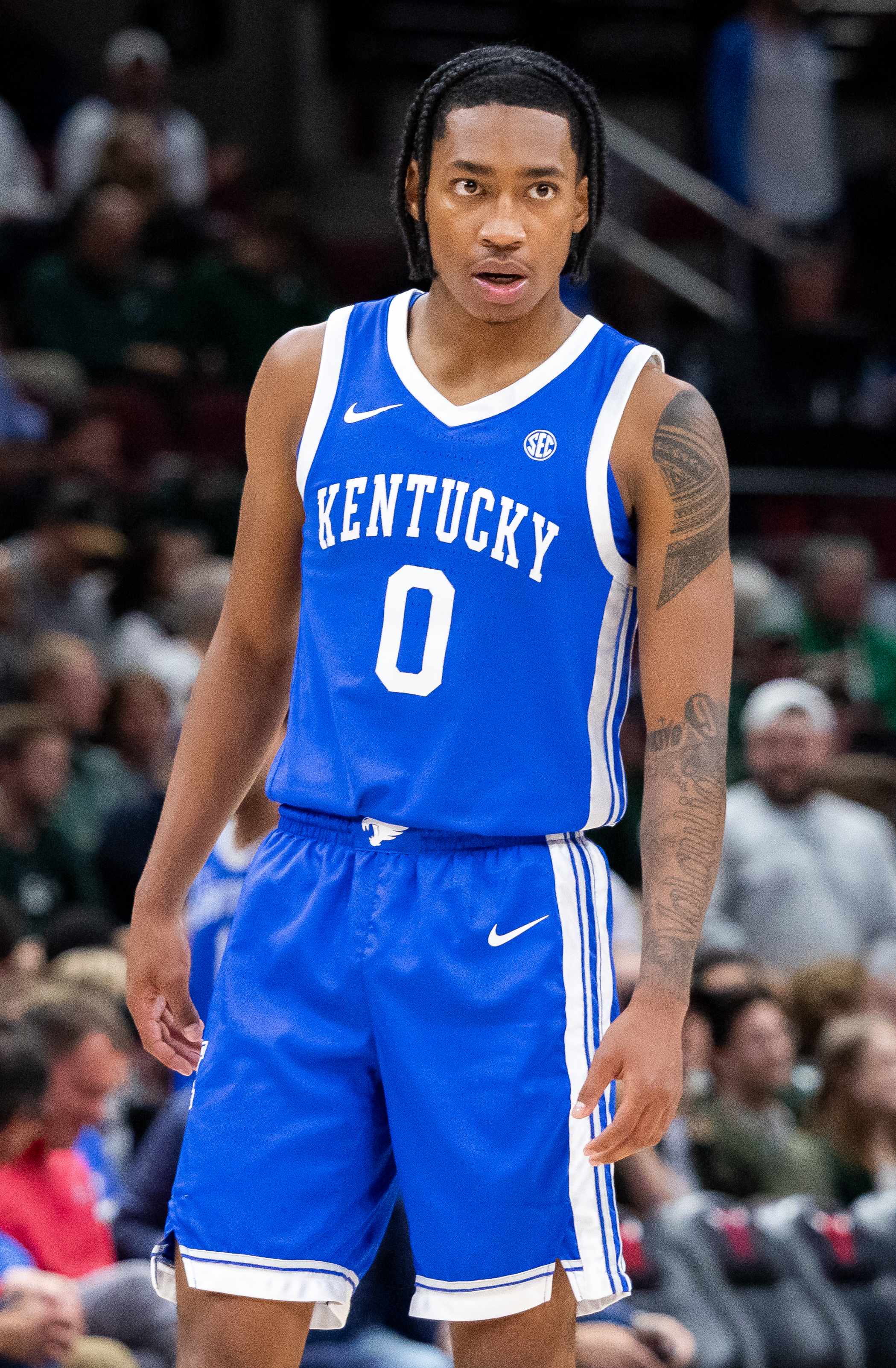
ロブ・ディリングハムは全体8位でサンアントニオ・スパーズに指名された（その後にミネソタへトレード）

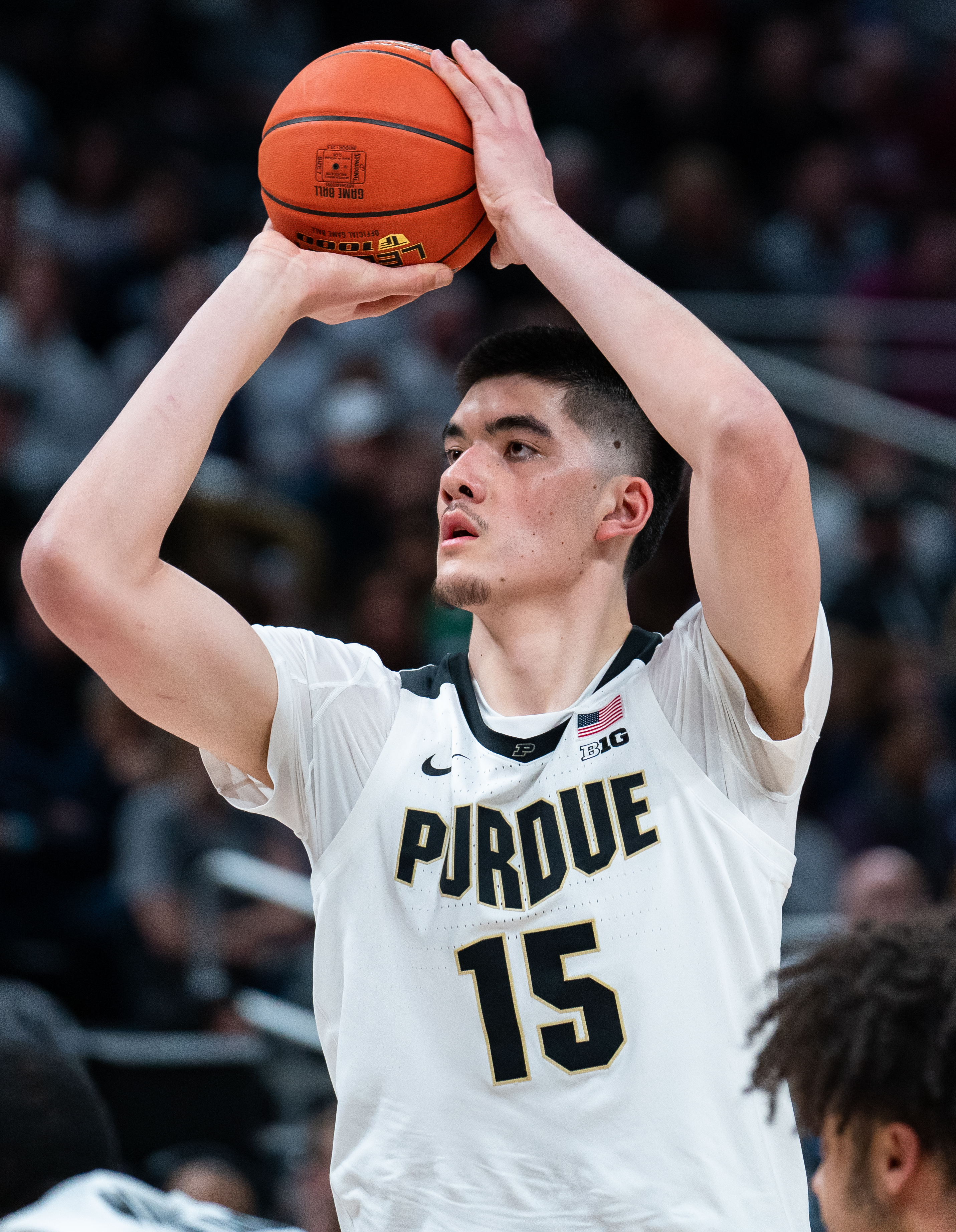
ザック・イディーは全体9位でメンフィス・グリズリーズに指名された

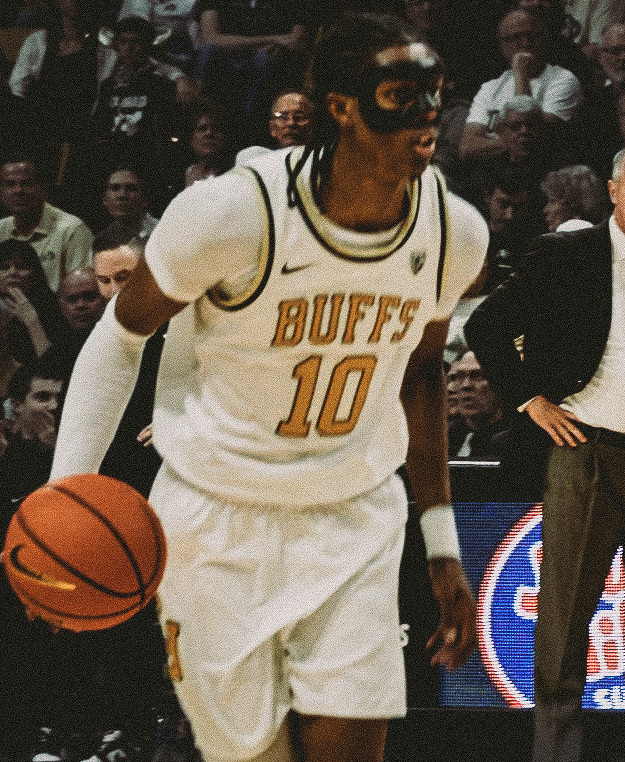
コディ・ウィリアムズは全体10位でユタ・ジャズに指名された

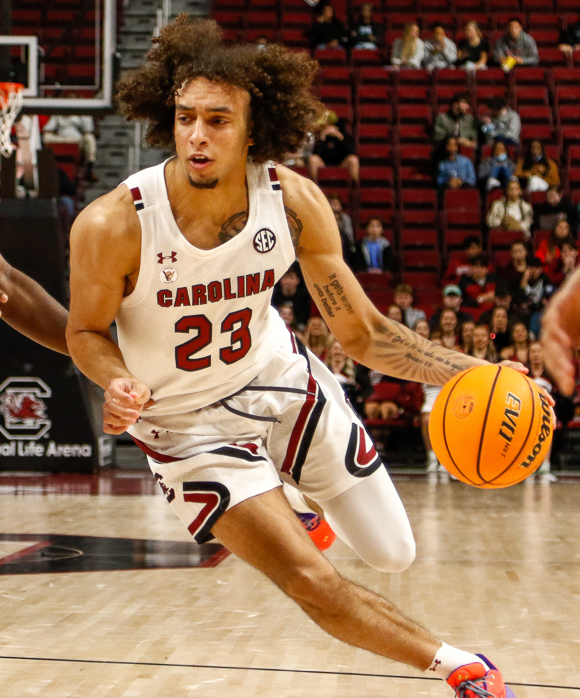
デビン・カーターは全体13位でサクラメント・キングスに指名された

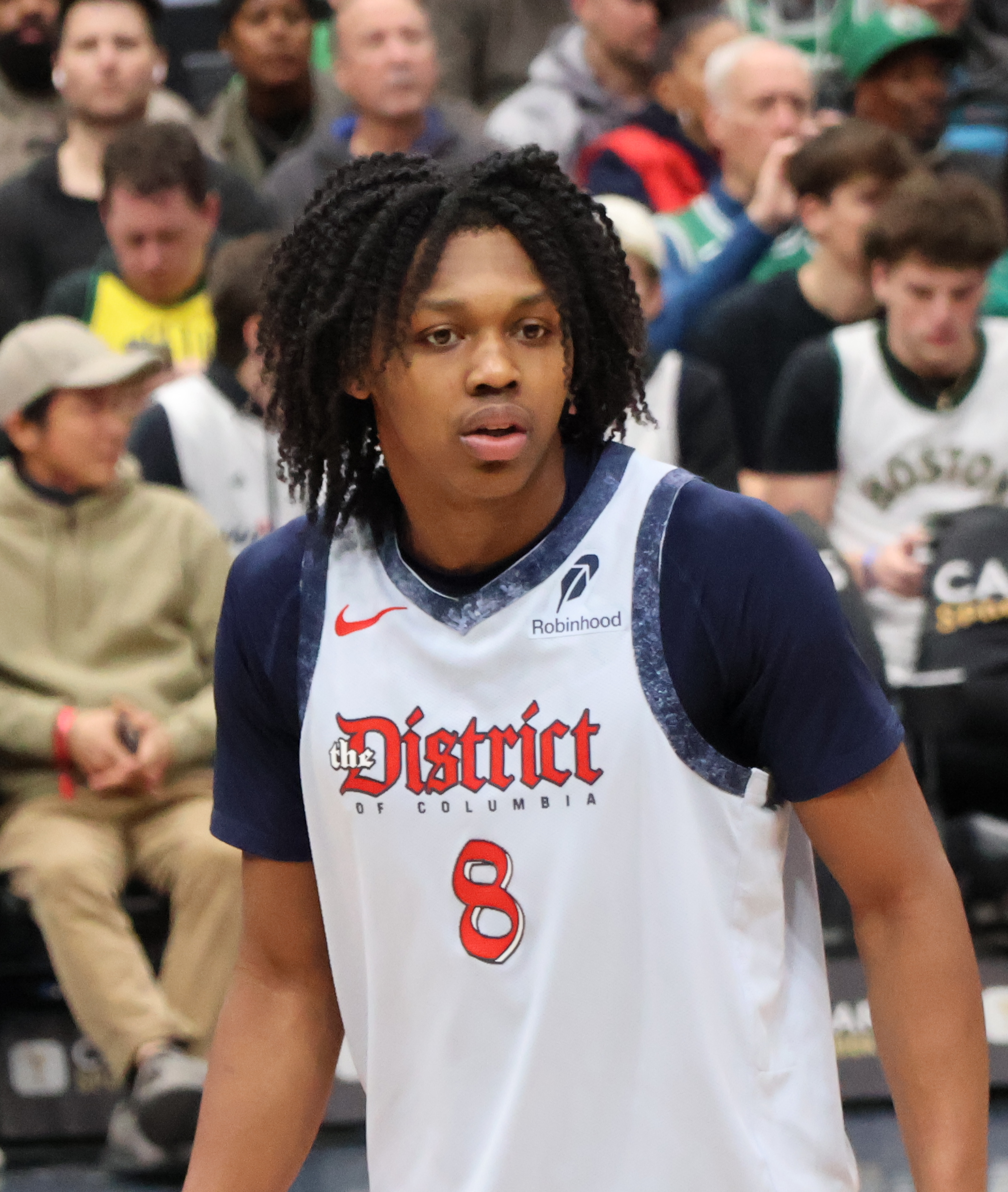
カールトン・カリントンは全体14位でポートランド・トレイルブレイザーズに指名された（その後にワシントンへトレード）

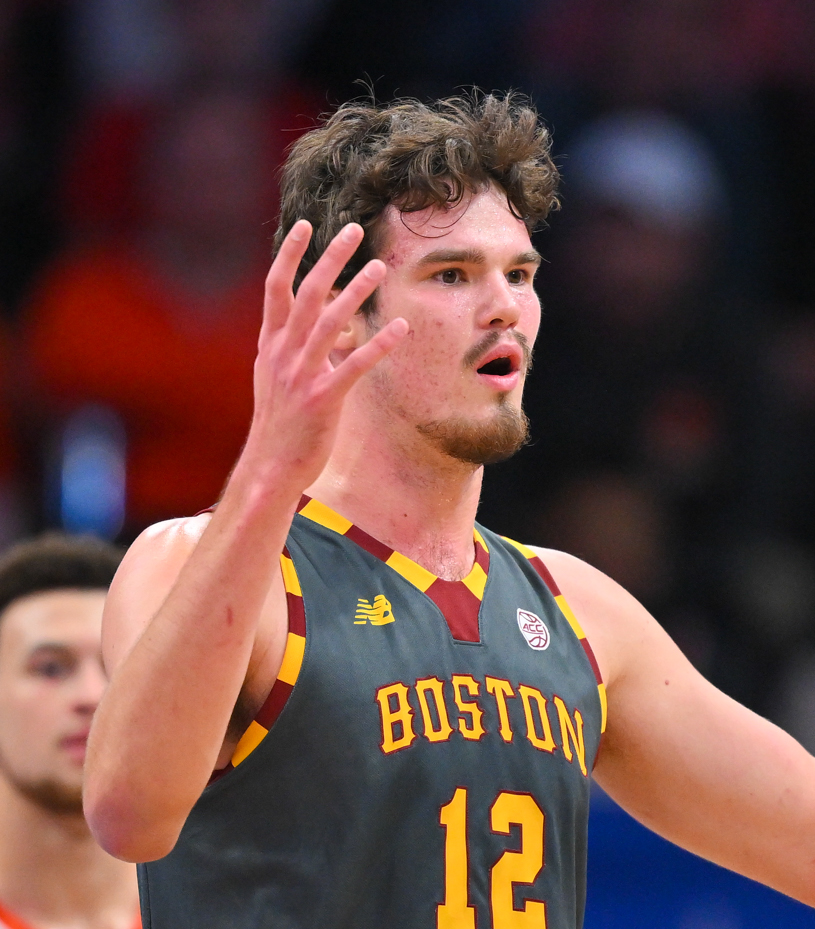
クインテン・ポストは全体52位でゴールデンステート・ウォリアーズに指名された

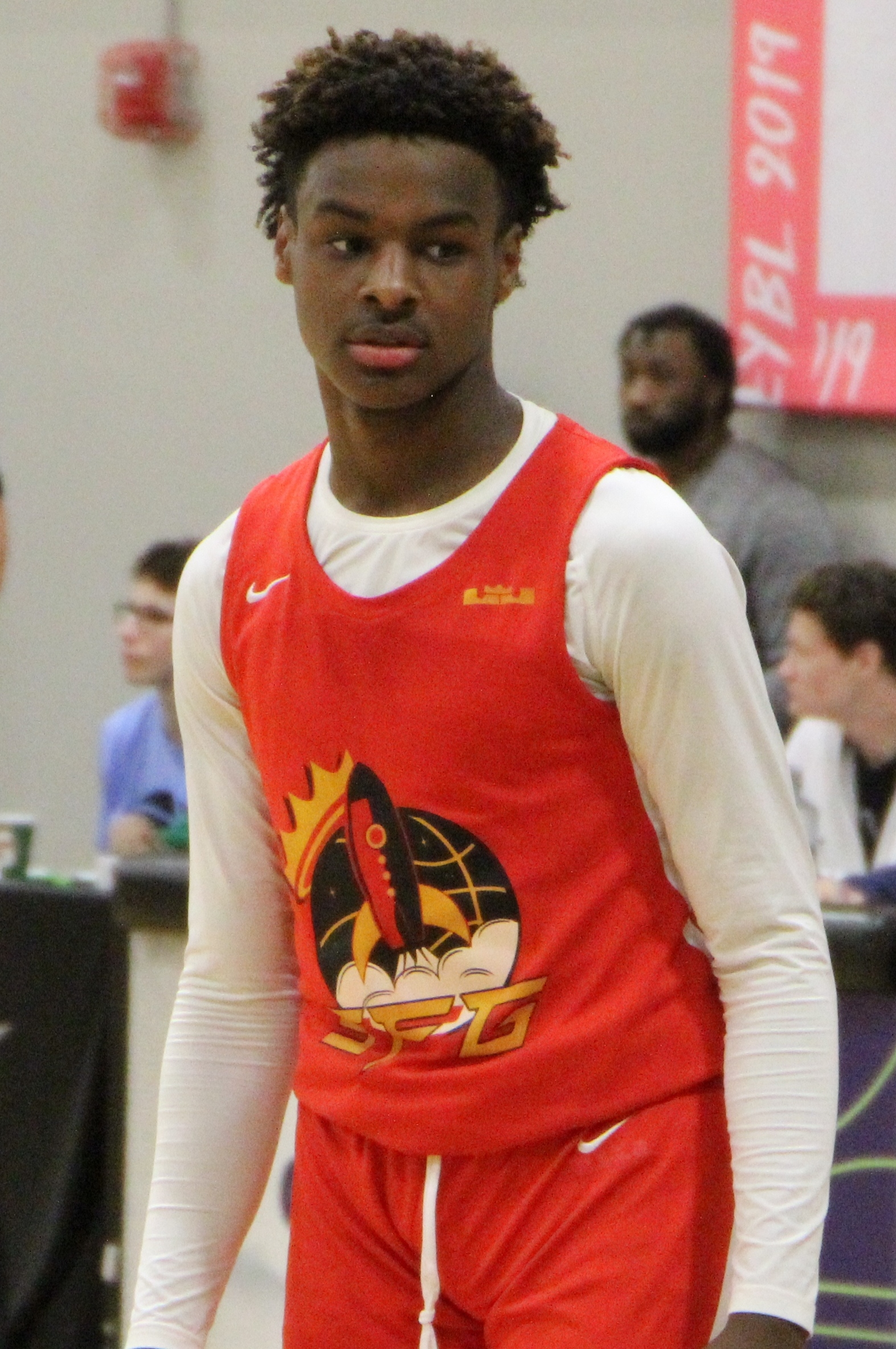
ブロニー・ジェームズは全体55位でロサンゼルス・レイカーズに指名された

| PG | ポイントガード | SG | シューティングガード | SF | スモールフォワード | PF | パワーフォワード | C | センター |

| S | NBAオールスター               |
| A | オールNBAチーム               |
| R | NBAオールルーキーチーム       |
| D | NBAオールディフェンシブチーム |
| C | NBAチャンピオン               |
| F | ファイナルMVP                 |
| # | NBAでのプレー経験なし         |
| M | シーズンMVP                   |

### 指名順位
| 巡 | 指名順     | 選手名                       | Pos.       | 経歴       | 国籍           | 指名チーム | 出身校など               |
| -- | ---------- | ---------------------------- | ---------- | ---------- | -------------- | --- | ------------------------ |
| 1  | 1          | ザカリー・リザシェイ         | SF         | R          | フランス       | アトランタ・ホークス | JLブール                 |
| 1  | 2          | アレックス・サー             | C          | R          | フランス       | ワシントン・ウィザーズ | パース・ワイルドキャッツ |
| 1  | 3          | リード・シェパード           | SG         |            | アメリカ合衆国 | ヒューストン・ロケッツ | ケンタッキー大学         |
| 1  | 4          | ステフォン・キャッスル ROY   | PG         | R          | アメリカ合衆国 | サンアントニオ・スパーズ | UConn                    |
| 1  | 5          | ロン・ホランド               | SF         |            | アメリカ合衆国 | デトロイト・ピストンズ | NBAGリーグ・イグナイト   |
| 1  | 6          | ティジャン・サラーン         | SF         |            | フランス       | シャーロット・ホーネッツ | ショレ・バスケット       |
| 1  | 7          | ドノバン・クリンガン         | C          | R          | アメリカ合衆国 | ポートランド・トレイルブレイザーズ                                                                                                 | UConn                    |
| 1  | 8          | ロブ・ディリングハム         | PG / SG    |            | アメリカ合衆国 | サンアントニオ・スパーズ (トロントから)→ミネソタへトレード                                                                         | ケンタッキー大学         |
| 1  | 9          | ザック・イディー             | C          | R          | カナダ         | メンフィス・グリズリーズ | パデュー大学             |
| 1  | 10         | コディ・ウィリアムズ         | SG / SF    |            | アメリカ合衆国 | ユタ・ジャズ | コロラド大学             |
| 1  | 11         | マタス・ブゼリス             | SF / PF    | R          | リトアニア     | シカゴ・ブルズ | NBAGリーグ・イグナイト   |
| 1  | 12         | ニコラ・トピッチ             | PG         | C          | セルビア       | オクラホマシティ・サンダー (ヒューストンから)                                                                                      | メガ・バスケット         |
| 1  | 13         | デビン・カーター             | SG         |            | アメリカ合衆国 | サクラメント・キングス | プロビデンス大学         |
| 1  | 14         | カールトン・カリントン       | SG         | R          | アメリカ合衆国 | ポートランド・トレイルブレイザーズ (ゴールデンステートからメンフィス、ボストンを経由して)→ワシントンへトレード                     | ピッツバーグ大学         |
| 1  | 15         | カリル・ウェア               | C          | R          | アメリカ合衆国 | マイアミ・ヒート | インディアナ大学         |
| 1  | 16         | ジャレッド・マケイン         | PG         |            | アメリカ合衆国 | フィラデルフィア・セブンティシクサーズ                                                                                             | デューク大学             |
| 1  | 17         | ダルトン・コネクト           | SF         |            | アメリカ合衆国 | ロサンゼルス・レイカーズ | テネシー大学             |
| 1  | 18         | トリスタン・ダ・シウバ       | PF         |            | ドイツ         | オーランド・マジック | コロラド大学             |
| 1  | 19         | ジャコービー・ウォルター     | SG         |            | アメリカ合衆国 | トロント・ラプターズ (インディアナから)                                                                                            | ベイラー大学             |
| 1  | 20         | ジェイロン・タイソン         | SF         |            | アメリカ合衆国 | クリーブランド・キャバリアーズ | UCB                      |
| 1  | 21         | イブ・ミッシ                 | C          | R          | カメルーン     | ニューオーリンズ・ペリカンズ (ミルウォーキーから)                                                                                  | ベイラー大学             |
| 1  | 22         | ダロン・ホームズ2世          | PF         |            | アメリカ合衆国 | フェニックス・サンズ→デンバーへトレード                                                                                            | デイトン大学             |
| 1  | 23         | AJ・ジョンソン               | SG         |            | アメリカ合衆国 | ミルウォーキー・バックス (ミルウォーキーから)                                                                                      | イラワラ・ホークス       |
| 1  | 24         | キーショーン・ジョージ       | SG         |            | スイス         | ニューヨーク・ニックス (ダラスから)→ワシントンへトレード                                                                           | マイアミ大学             |
| 1  | 25         | パコム・ダディエ             | SF         |            | フランス       | ニューヨーク・ニックス | ラティオファーム・ウルム |
| 1  | 26         | ディロン・ジョーンズ         | SF         | C          | アメリカ合衆国 | ワシントン・ウィザーズ (LAクリッパーズからオクラホマシティ、ダラス、ニューヨークを経由して)→オクラホマシティへトレード             | ウェバー州立大学         |
| 1  | 27         | テレンス・シャノン・ジュニア | SG         |            | アメリカ合衆国 | ミネソタ・ティンバーウルブズ | イリノイ大学             |
| 1  | 28         | ライアン・ダン               | SF         |            | アメリカ合衆国 | デンバー・ナゲッツ→フェニックスへトレード                                                                                          | バージニア大学           |
| 1  | 29         | アイザイア・コリアー         | PG         |            | アメリカ合衆国 | ユタ・ジャズ (オクラホマシティからインディアナ、トロントを経由して)                                                                | USC                      |
| 1  | 30         | ベイラー・シャイアマン       | SG / SF    |            | アメリカ合衆国 | ボストン・セルティックス | クレイトン大学           |
| 2  | 31         | ジョナサン・モグボ           | PF         |            | アメリカ合衆国 | トロント・ラプターズ (デトロイトからLAクリッパーズ、ニューヨークを経由して)                                                        | サンフランシスコ大学     |
| 2  | 32         | カイル・フィリパウスキー     | PF / C     |            | アメリカ合衆国 | インディアナ・ペイサーズ (ワシントンからブルックリン、デトロイトを経由して)                                                        | デューク大学             |
| 2  | 33         | タイラー・スミス             | SF / PF    |            | アメリカ合衆国 | ミルウォーキー・バックス (ポートランドからサクラメントを経由して)                                                                  | NBAGリーグ・イグナイト   |
| 2  | 34         | タイラー・コレック           | PG         |            | アメリカ合衆国 | ポートランド・トレイルブレイザーズ (デンバーからシャーロット、ニューオーリンズ、オクラホマシティを経由して)→ニューヨークへトレード | マーケット大学           |
| 2  | 35         | ジョニー・ファーフィー       | SG / SF    |            | オーストラリア | サンアントニオ・スパーズ→インディアナへトレード                                                                                    | カンザス大学             |
| 2  | 36         | フアン・ヌニェス             | PG         |            | スペイン       | インディアナ・ペイサーズ (トロントからメンフィス、LAクリッパーズ、フィラデルフィアを経由して)→サンアントニオへトレード             | ラティオファーム・ウルム |
| 2  | 37         | ボビ・クリントマン           | SF / PF    |            | スウェーデン   | ミネソタ・ティンバーウルブズ(メンフィスからオクラホマシティ、ワシントン、LAレイカーズを経由して)→デトロイトへトレード              | ケアンズ・タイパンズ     |
| 2  | 38         | エイジェイ・ミッチェル       | PG / SG    | C          | ベルギー       | ニューヨーク・ニックス (ユタから)→オクラホマシティへトレード                                                                       | USCB                     |
| 2  | 39         | ジェイレン・ウェルズ         | SF         | R          | アメリカ合衆国 | メンフィス・グリズリーズ (ブルックリンからヒューストンを経由して)                                                                  | ワシントン州立大学       |
| 2  | 40         | オソ・イゴダロ               | PF / C     |            | アメリカ合衆国 | ポートランド・トレイルブレイザーズ (アトランタからニューヨークを経由して)→フェニックスへトレード                                   | マーケット大学           |
| 2  | 41         | アデム・ボナ                 | PF / C     |            | トルコ         | フィラデルフィア・セブンティシクサーズ(シカゴからニューオーリンズ、サンアントニオ、ボストンを経由して)                             | UCLA                     |
| 2  | 42         | KJ・シンプソン               | PG         |            | アメリカ合衆国 | シャーロット・ホーネッツ(ヒューストンからオクラホマシティを経由して)                                                               | コロラド大学             |
| 2  | 43         | ニコラ・ジュリシッチ         | SG / SF    |            | セルビア       | マイアミ・ヒート→アトランタへトレード                                                                                              | メガ・バスケット         |
| 2  | 44         | ペレ・ラーソン               | SG / SF    |            | スウェーデン   | ヒューストン・ロケッツ(ゴールデンステートからアトランタを経由して)→マイアミへトレード                                              | アリゾナ大学             |
| 2  | 45         | ジャマール・シェッド         | PG         |            | アメリカ合衆国 | サクラメント・キングス→トロントへトレード                                                                                          | ヒューストン大学         |
| 2  | 46         | キャム・クリスティー         | SF         |            | アメリカ合衆国 | ロサンゼルス・クリッパーズ(インディアナからミルウォーキー、メンフィスを経由して)                                                   | ミネソタ大学             |
| 2  | 47         | アントニオ・リーブス         | SG / SF    |            | アメリカ合衆国 | オーランド・マジック→ニューオーリンズへトレード                                                                                    | ケンタッキー大学         |
| 2  | 48         | ハリソン・イングラム         | SF         |            | アメリカ合衆国 | サンアントニオ・スパーズ (LAレイカーズからメンフィスを経由して)                                                                    | マイアミ大学             |
| 2  | 指名権剥奪 | 指名権剥奪                   | 指名権剥奪 | 指名権剥奪 | 指名権剥奪     | フィラデルフィア・76ers |                          |
| 2  | 49         | トリステン・ニュートン       | PG / SG    |            | アメリカ合衆国 | インディアナ・ペイサーズ (クリーブランドから)                                                                                      | UConn                    |
| 2  | 50         | エンリケ・フリーマン         | SF / PF    |            | アメリカ合衆国 | インディアナ・ペイサーズ(ニューオーリンズから)                                                                                     | アクロン大学             |
| 2  | 51         | メルビン・アジンサ           | SF         |            | フランス       | ワシントン・ウィザーズ (フェニックスからニューヨークを経由して)→ダラスへトレード                                                   | サン・カンタン           |
| 2  | 52         | クインテン・ポスト           | SF / PF    |            | オランダ       | ゴールデンステート・ウォリアーズ(ミルウォーキーからインディアナ、ポートランドを経由して)→ゴールデンステートへトレード              | ボストン・カレッジ       |
| 2  | 53         | キャム・スペンサー           | SG         |            | アメリカ合衆国 | デトロイト・ピストンズ (ニューヨークからミネソタを経由して)→メンフィスへトレード                                                   | UConn                    |
| 2  | 54         | アントン・ワトソン           | PF         |            | アメリカ合衆国 | ボストン・セルティックス (ダラスからサクラメントを経由して)                                                                        | ゴンザガ大学             |
| 2  | 55         | ブロニー・ジェームズ         | SG         |            | アメリカ合衆国 | ロサンゼルス・レイカーズ (LAクリッパーズから)                                                                                      | USC                      |
| 2  | 56         | ケビン・マッカラー・ジュニア | SG         |            | アメリカ合衆国 | メンフィス・グリズリーズ (ミネソタからオクラホマシティ、フェニックスを経由して)→ニューヨークへトレード                             | カンザス大学             |
| 2  | 57         | ウルリッシュ・ショムシェ     | PF / C     |            | カメルーン     | メンフィス・グリズリーズ(オクラホマシティからミネソタを経由して)→トロントへトレード                                                | APR BBC                  |
| 2  | 指名権剥奪 | 指名権剥奪                   | 指名権剥奪 | 指名権剥奪 | 指名権剥奪     | フェニックス・サンズ |                          |
| 2  | 58         | アリエル・フクポルティ       | C          |            | ドイツ         | ダラス・マーベリックス (ボストンからシャーロットを経由して)→ニューヨークへトレード                                                 | Riesen Ludwigsburg       |